# Бундеслига Немачке у кошарци
Бундеслига Немачке у кошарци (енгл. Basketball Bundesliga) назив је прве кошаркашке лиге у Немачкој. 
Лига је основана 1966. а најуспешнији тим је Бајер Леверкузен који је освојио 14 пута првенство. Међутим, они су своју последњу титулу освојили 1996. године, а од тад су најуспешнији клубови АЛБА Берлин и Брозе Бамберг.
Лига се састоји од 18 тимова који играју по двокружном бод систему 34 кола, након чега првих осам тимова одлазе у плеј-оф. Плеј-оф се игра на 3 добијене утакмице. Два последњепласирана тима одлазе у нижи ранг.

## Клубови у сезони 2021/22.
- АЛБА Берлин, Берлин
- Бајерн Минхен, Минхен
- Брозе Бамберг, Бамберг
- Гетинген, Гетинген
- Гисен фортинајнерси, Гисен
- Крајлсхајм мерлинс, Крајлсхајм
- Ловен Брауншвајг, Брауншвајг
- Меди Бајројт, Бајројт
- Мителдојчер, Вајсенфелс
- МЛП Академикс Хајделберг, Хајделберг
- Најнерс Кемниц, Кемниц
- Олденбург, Олденбург
- Ратиофарм Улм, Улм
- Ризен Лудвигсбург, Лудвигсбург
- с.Оливер Вирцбург, Вирцбург
- Скајлајнерс, Франкфурт
- Телеком баскетс Бон, Бон
- Хамбург тауерс, Хамбург

## Финала (1992—)
| Сезона   | Првак                     | Рез. финала | Вицепрвак                 |
| 1991/92. | Бајер џајантси Леверкузен | 3:0         | АЛБА Берлин               |
| 1992/93. | Бајер џајантси Леверкузен | 3:1         | Брозе баскетс Бамберг     |
| 1993/94. | Бајер џајантси Леверкузен | 3:0         | Брант Хаген               |
| 1994/95. | Бајер џајантси Леверкузен | 3:0         | АЛБА Берлин               |
| 1995/96. | Бајер џајантси Леверкузен | 3:1         | АЛБА Берлин               |
| 1996/97. | АЛБА Берлин               | 3:1         | Телеком баскетс Бон       |
| 1997/98. | АЛБА Берлин               | 3:0         | Улм                       |
| 1998/99. | АЛБА Берлин               | 3:2         | Телеком баскетс Бон       |
| 1999/00. | АЛБА Берлин               | 3:0         | Бајер џајантси Леверкузен |
| 2000/01. | АЛБА Берлин               | 3:0         | Телеком баскетс Бон       |
| 2001/02. | АЛБА Берлин               | 3:0         | Келн најнтинајнерси       |
| 2002/03. | АЛБА Берлин               | 3:0         | Брозе баскетс Бамберг     |
| 2003/04. | Скајлајнерс               | 3:2         | Брозе баскетс Бамберг     |
| 2004/05. | Брозе Баскетс Бамберг     | 3:2         | Скајлајнерс               |
| 2005/06. | Келн најнтинајнерси       | 3:1         | АЛБА Берлин               |
| 2006/07. | Брозе Баскетс Бамберг     | 3:1         | Артланд дрегонс           |
| 2007/08. | АЛБА Берлин               | 3:1         | Телеком баскетс Бон       |
| 2008/09. | Олденбург                 | 3:2         | Телеком баскетс Бон       |
| 2009/10. | Брозе Баскетс Бамберг     | 3:2         | Скајлајнерс               |
| 2010/11. | Брозе Баскетс Бамберг     | 3:2         | АЛБА Берлин               |
| 2011/12. | Брозе Баскетс Бамберг     | 3:0         | Улм                       |
| 2012/13. | Брозе Баскетс Бамберг     | 3:0         | Олденбург                 |
| 2013/14. | Бајерн Минхен             | 3:1         | АЛБА Берлин               |
| 2014/15. | Брозе Баскетс Бамберг     | 3:2         | Бајерн Минхен             |
| 2015/16. | Брозе Баскетс Бамберг     | 3:0         | Улм                       |
| 2016/17. | Брозе Бамберг             | 3:0         | Олденбург                 |
| 2017/18. | Бајерн Минхен             | 3:2         | АЛБА Берлин               |
| 2018/19. | Бајерн Минхен             | 3:0         | АЛБА Берлин               |
| 2019/20. | АЛБА Берлин               | 2:0         | Лудвигсбург               |
| 2020/21. | АЛБА Берлин               | 3:1         | Бајерн Минхен             |
| 2021/22. | АЛБА Берлин               | 3:1         | Бајерн Минхен             |
| 2022/23. | Улм                       | 3:1         | Телеком баскетс Бон       |
| 2023/24. | Бајерн Минхен             | 3:1         | АЛБА Берлин               |
| 2024/25. | Бајерн Минхен             | 3:2         | Улм                       |

## Најкориснији играчи по сезонама
| Сезона   | Најкориснији играч сезоне                    | Најкориснији играч финала                 |
| -------- | -------------------------------------------- | ----------------------------------------- |
| 1997/98. | Вендел Алексис (АЛБА Берлин)                 | —                                         |
| 1998/99. | Дирк Новицки (Вирцбург)                      | —                                         |
| 1999/00. | Вендел Алексис (АЛБА Берлин)                 | —                                         |
| 2000/01. | Марк Милер (Телеком баскетс Бон)             | —                                         |
| 2001/02. | Вендел Алексис (АЛБА Берлин)                 | —                                         |
| 2002/03. | Јово Станојевић (АЛБА Берлин)                | —                                         |
| 2003/04. | Паскал Ролер (Скајлајнерс)                   | —                                         |
| 2004/05. | Чак Ејдсон (Гисен фортисиксерси)             | Крис Вилијамс (Брозе баскетс Бамберг)     |
| 2005/06. | Јово Станојевић (АЛБА Берлин)                | Александар Нађфеји (Келн најнтинајнерси)  |
| 2006/07. | Џери Грин (Лудвигсбург)                      | Кејси Џејкобсен (Брозе баскетс Бамберг)   |
| 2007/08. | Џулијус Џенкинс (АЛБА Берлин)                | Џулијус Џенкинс (АЛБА Берлин)             |
| 2008/09. | Џејсон Гарднер (Олденбург)                   | Рики Полдинг (Олденбург)                  |
| 2009/10. | Џулијус Џенкинс (АЛБА Берлин)                | Кејси Џејкобсен (Брозе баскетс Бамберг)   |
| 2010/11. | Дашон Вуд (Скајлајнерс)                      | Кајл Хајнс (Брозе баскетс Бамберг)        |
| 2011/12. | Џон Брајант (Улм)                            | Пи Џеј Такер (Брозе баскетс Бамберг)      |
| 2012/13. | Џон Брајант (Улм)                            | Антон Гавел (Брозе баскетс Бамберг)       |
| 2013/14. | Малком Делејни (Бајерн Минхен)               | Малком Делејни (Бајерн Минхен)            |
| 2014/15. | Џамел Маклин (АЛБА Берлин)                   | Бредли Вонамејкер (Брозе баскетс Бамберг) |
| 2015/16. | Бредли Вонамејкер (Брозе баскетс Бамберг)    | Даријус Милер (Брозе баскетс Бамберг)     |
| 2016/17. | Рејмар Морган (Улм)                          | Фабијен Козер (Брозе Бамберг)             |
| 2017/18. | Лук Сикма (АЛБА Берлин)                      | Данило Бартел (Бајерн Минхен)             |
| 2018/19. | Вил Камингс (Олденбург)                      | Нихад Ђедовић (Бајерн Минхен)             |
| 2019/20. | није додељена                                | Маркос Најт (Лудвигсбург)                 |
| 2020/21. | Џејлен Смит (Лудвигсбург)                    | Џејсон Грејнџер (АЛБА Берлин)             |
| 2021/22. | Паркер Џексон Картрајт (Телеком баскетс Бон) | Јоханес Тиман (АЛБА Берлин)               |
| 2022/23. | Ти Џеј Шортс (Телеком баскетс Бон)           | Јаго дос Сантос (Улм)                     |
| 2023/24. | Отис Ливингстон II (с.Оливер Вирцбург)       | Карсен Едвардс (Бајерн Минхен)            |
| 2024/25. | Џиван Џексон (с.Оливер Вирцбург)             | / Шабаз Непијер (Бајерн Минхен)           |